# Дейл, Радек
Радек Дейл (словац. Radek Deyl; род. 14 сентября 1989, Кошице) — словацкий хоккеист, защитник. Выступает за клуб «Ницца» во французской хоккейной лиге.

## Карьера
Воспитанник хоккейной школы ХК «Кошице». Выступал за ХК «Требишов», ХК «Кошице», ХК «46 Бардеев».
В составе национальной сборной Словакии провёл 2 матча. В составе молодежной сборной Словакии участник чемпионата мира 2009.
Чемпион Словакии (2009, 2010, 2011, 2014).